# النوار
النوار (به انگلیسی: Alnavar) یک منطقهٔ مسکونی در هند است که در کارناتاکا واقع شده‌است.

## خصوصیات
النوار ۱۶٬۲۸۶ نفر جمعیت دارد و ۵۶۳ متر بالاتر از سطح دریا واقع شده‌است.